# Den ny Filmsskuespiller
Den ny Filmsskuespiller er en amerikansk stumfilm fra 1914 af Charlie Chaplin.

## Medvirkende
- Charles Chaplin.
- Roscoe Arbuckle.
- Chester Conklin.
- Charles Murray.
- Jess Dandy.